# Малецкий, Мечислав
Мечи́слав Мале́цкий (пол. Mieczysław Małecki; 14 июня 1903, Мелец — 3 сентября 1946, Клодзко) — польский лингвист, славист, профессор Ягеллонского университета.

## Биография
Сын ветеринара Михала Малецкого и Брониславы, урождённой Грудецкой. С 1915 года посещал гимназию в Золочеве, а позже в Новом Тарге. В 1923—1927 годах изучал польскую, славянскую и романскую филологию в Ягеллонском университете. Степень магистра Малецкий получил досрочно благодаря работе Подгальский архаизм, а также попытка установления границ этого диалекта.
В январе 1929 года был назначен сотрудником языковой комиссии Польской академии знаний. С февраля 1935 года был работником Ягеллонского университета, где с 1 октября 1937 года руководил специально для него созданной кафедрой южнославянской филологии.
6 ноября 1939 года был арестован гитлеровцам в рамках акции «Sonderaktion Krakau». Находился в заключении в Кракове, Вроцлаве, концлагерях Заксенхаузен и Дахау. Был освобождён в декабре 1941 года. Вернулся в Краков, где по совету руководства Ягеллонского университета стал работать в Institut für Deutsche Ostarbeit, и принимал участие в организации нелегального университетского обучения. Этим он занимался с апреля 1942 года, выполняя функции уполномоченного ректора по делам нелегального университетского обучения. Его заслуги в этой области были высоко оценены ректором Владиславом Шафером. 24 января 1945 г. Малецкий вступил в должность профессора, а в ноябре того же года получил звание ординарного профессора новообразованной кафедры славянской диалектологии. В июле 1945 года был избран членом Польской академии знаний.
Занимался исторической грамматикой славянских языков. Написал свыше 80 научных работ, в том числе 8 монографий. Например, Языковой атлас польского Подкарпатья, Польский язык на юг от Карпат.
Именем Малецкого названа улица в Кракове.